# Fornacita
La fornacita és un mineral de plom, coure, arsènic, crom, oxigen i hidrogen, químicament és una hidroxisal, un hidroxiarsenat i cromat de plom (II) i coure (II), de fórmula Pb₂Cu(AsO₄)(CrO₄)(OH), de color verd oliva o groc verdós, una duresa de 3, una densitat de 6,27-6,30 g/cm³, cristal·litza en el sistema monoclínic. El seu nom fa honor a Lucien Louis Forneau (1867-1930), governador del Congo francès.